# 伊藤大海 (アナウンサー)
伊藤 大海（いとう ひろみ、1993年（平成5年）11月1日 - ）は、日本テレビのアナウンサー。

## 来歴
愛媛県新居浜市出身。身長170cm。
愛媛県立今治北高等学校、関西学院大学法学部政治学科卒業。
箱根駅伝の実況を志願する為、就活浪人を経て、2017年日本テレビ入社。同期入社は伊藤遼・後呂有紗・佐藤梨那。入社後は主にスポーツ実況を担当している。
2022年5月15日、実況を担当した読売ジャイアンツ対中日ドラゴンズ第9回戦（東京ドーム）において、6回表に中日のアリエル・マルティネス（当時所属）がレフトスタンドにホームランを放った際に「痛烈! 一閃! 東京ドームの上段まで運んでいきました!」と実況していた。「痛烈！一閃！」というフレーズは、試合前日の5月14日に他界した同局の先輩アナウンサー河村亮がホームランを打った打者にこれを用いることが多かったものであり、河村の死去が公表された5月16日のSNS上には河村の想いを伊藤が継承したのではという内容が多く寄せられていた。

## 人物
同期の伊藤遼は偶然苗字が同じというだけで血縁関係では無いが、お互い親交が深い。
中学時代より陸上競技を始め、高校時代は駅伝の選手として活動した。
アナウンススクールはセイアカデミー出身。
プライベートでは、2021年5月7日に4歳年下の一般女性との結婚を発表。同年には、第1子が誕生した（性別や生年月日は未公表）。
北海道日本ハムファイターズの伊藤大海と同姓同名である（厳密にいえば野球の方の伊藤大海の「海」は旧字体）。2023年6月3日に行われたプロ野球セ・パ交流戦の読売ジャイアンツ戦では、北海道日本ハムファイターズの伊藤大海が先発投手で、CS放送の日テレG+で日本テレビアナウンサーの伊藤大海が実況を担当していたことで、「伊藤大海アナ」がTwitterのトレンドに上がり話題となった（なお、この試合は延長戦の末巨人が3-2でサヨナラ勝ちを収めており、日本ハムの伊藤に勝ち負けはつかなかった）。

## 出演番組
太字は出演中。
- スポーツ中継（野球・駅伝・ボクシング・MotoGP）
- NNNニュースサンデー（2017年10月8日 - :不定期）
- Oha!4 NEWS LIVE - ニュース担当
  - 木曜日（2018年10月4日 - 2019年3月28日、2023年4月6日 - ）
  - 安村直樹の代理（2018年10月26日・11月16日、2019年3月1日）
  - 川畑一志の代理（2019年3月6日、2020年1月29日）
  - 安藤翔の代理（2019年3月11日）
  - 水曜日（2019年4月3日 - 9月25日、2020年4月1日 - 9月16日）
  - 月曜日（2019年9月30日 - 2020年3月23日、2020年10月5日 - 2021年3月15日[11]）
  - 大町怜央の代理（2020年4月14日）
  - 火曜日（2021年3月30日 - 9月28日）[12]
  - 中野謙吾の代理（2023年2月1日）
  - 伊藤遼の代理（2024年11月22日）
- news every.
  - 木・金曜日スポーツキャスター（2019年4月4日 - 2023年3月31日）
  - 伊藤遼の代理（2022年3月23日・28日 - 30日・4月4日 - 6日・8月3日、2023年3月21日）
  - 土曜版キャスター（2022年12月17日）[13]
  - 河出奈都美の代理（2024年2月26日）
- ZIP![14]
  - 北脇太基の代理（2022年7月18日 - 20日、2023年1月10日・11日、2024年8月5日・11月6日・13日・20日・26日・27日）
  - 山﨑誠の代理（2023年2月13日・14日・21日・22日・8月14日・9月25日・10月2日、2024年2月5日）
  - 畑下由佳の代理（2023年5月19日）
  - 弘竜太郎の代理（2023年6月1日・8月25日）
  - 平松修造の代理（2024年5月24日・31日）
- NNNストレイトニュース
  - 安藤翔の代理（2022年8月5日）
  - 藤田大介（11:30 - 11:45）の代理（2022年11月3日・12月22日、2024年3月21日・10月28日・29日）
  - 矢島学（11:30 - 11:45）の代理（2023年1月16日・8月14日、2024年2月19日）
  - 火曜「ストレイトニュース」（11:20 - 11:30）キャスター（2023年4月4日 - 2024年3月26日）
  - 町田浩徳（11:20 - 11:30）の代理（2023年4月20日・8月31日）
  - 山﨑誠の代理（2023年9月22日[15]・25日[16]・29日[15]・10月2日[16]、2024年2月5日[16]）
  - 平松修造（11:20 - 11:30）の代理（2023年10月18日）
  - 金曜日（2024年4月5日 - ）
  - 市來玲奈（11:20 - 11:30）の代理（2024年9月23日）
- スッキリ（2022年10月3日 - 2023年3月27日）- 月曜ナレーター
- Going!Sports&News
  - 田辺大智の代理（2022年11月26日）
  - 大町怜央の代理（2022年11月27日）
- 深層NEWS - サブキャスター
  - 火曜日（2023年4月4日 - 2024年3月26日）
  - 月曜日（2024年4月1日 - ）
- イントロ（2023年4月 - 、ナレーター）
- DayDay.
  - 伊藤遼の代理（2023年7月26日・27日・11月23日・24日）
  - 田辺大智の代理（2023年9月11日・18日）
  - 澁谷善ヘイゼルの代理（2024年7月11日）
- news zero（2023年10月16日、2024年3月25日）- 安村直樹の代理
- ヒルナンデス!（2024年1月23日・9月23日）- 
  - 市來玲奈（ニュースコーナー）の代理（2024年1月23日・9月23日）
  - 山本里咲（ニュースコーナー）の代理（2025年1月10日）
- 日テレNEWS24（平日昼枠・不定期） - キャスター

### テレビアニメ
- 中間管理職トネガワ 第20話 Bパート［1日外出録ハンチョウ］（2018年11月20日、地下労働者A）